# Pink Tape
Pink Tape là album phòng thu thứ hai của nhóm nhạc nữ Hàn Quốc f(x), được SM Entertainment phát hành vào ngày 29 tháng 7 năm 2013. Pink Tape là album phòng thu đầu tiên của f(x) sau 2 năm kể từ repackage album đầu tiên Hot Summer năm 2011, và phát hành lần đầu tại Hàn Quốc sau một năm kể từ album Electric Shock vào năm 2012. Album đạt vị trí số một trên nhiều bảng xếp hạng âm nhạc bao gồm World Albums của Billboard và Gaon của Hàn Quốc. Để quảng bá cho album, f(x) đã trình diễn bài hát "Rum Pum Pum Pum" trên nhiều chương trình âm nhạc tại Hàn Quốc, bao gồm M! Countdown, Music Bank, Show! Music Core và Inkigayo. Năm 2020,  Billboard đã bầu chọn Pink Tape là album hay nhất thấp kỉ.

## Bối cảnh và phát triển
Vào ngày 6 tháng 3 năm 2013, thành viên Sulli đã có nhắc tới sự trở lại của f(x) trên me2day. Sau đó vào tháng ba, f(x) trình diễn tại lễ hội âm nhạc SXSW  ở Austin, Texas, trở thành nhóm nhạc đầu tiên K-Pop tham dự. Trong lúc ở Mỹ, f(x) bay đến Los Angeles để tập luyện cho album tới với biên đạo nhảy Kevin Maher. Kevin Maher và Amber sau đã đăng ảnh của họ đang tập luyện. Khi ở Los Angeles, nhóm cũng quay phim một vở kịch ngắn với Anna Kendrick cho vở hài kịch của trang web Funny or Die. Trong khi ở hậu trường, nhóm đã làm một cuộc phỏng vấn với chương trình "Danny Của L. A." Mnet,  Amber và Krystal nói rằng họ đang làm việc với biên đạo nhảy cho một bài hát mới nhưng không biết khi nào sẽ phát hành. Amber sau đó nói thêm rằng họ đang có trong tay những bản nhạc vẫn phải chọn ra bài hát các bài hát các thành viên thích nhất.
Vào tháng 3 năm 2013, một clip từ một show truyền hình sắp tới với sự tham gia của f (x) mang tên "Go f (x)!" đã bị rò rỉ trên trang web chia sẻ video DailyMotion. Nó cho thấy nhóm đang tập luyện với Kevin Maher. Vào ngày 9 tháng 7, đại diện của SM Entertainment phủ nhận rằng họ đang lên kế hoạch cho sự trở lại của f(x) nhưng "[Chúng tôi] vẫn đang xem xét ngày trở lại cụ thể".

## Giới thiệu bài hát chủ đề
"Rum Pum Pum Pum", đĩa đơn duy nhất của album phòng thu. Đây là một ca khúc pop dance có giai điệu cuốn hút với guitar điện và bộ gõ, kết hợp với những âm thanh điện tử. Bài hát có ý nghĩa là những lời nhắn gửi của một cô gái tới chàng trai rằng mình như một chiếc răng khôn đầu đời, rất đau và dữ dội. f(x) so sánh mình với pesky molars trong một phần của họ thường kỳ lạ phép ẩn dụ quá, với lời như, "Chú ý nhé, các chàng trai! Em có một chút khác biệt đấy / Em có thể gạt đi mọi thứ để về đúng vị trí của mình", và, "Em sẽ phá vỡ những rào cản nơi con tim anh mà vùng lên". Bài hát đứng đầu Billboard K-Pop Hot 100 chart, đánh dấu lần đầu tiên cho đĩa đơn của nhóm trên Billboard Korea charts. Biểu diễn tại các chương trình âm nhạc với vũ đạo của biên đạo nhảy Jillian Meyers. MV với đơn thuần những cảnh nhảy và hát đặc trưng phong cách của f(x) giúp khán giả tiếp nhận nhanh chóng giai điệu và vũ đạo ca khúc.

## Phát hành và quảng bá
Vào ngày 17 tháng 7, SM Entertainment thông báo f(x) sẽ trở lại nền âm nhạc Hàn Quốc với album phòng thu số 2 "Pink Tape". Vào ngày 29 tháng 7 năm 2013 sau một năm vắng bóng, ngày hôm đó SM Entertainment một art film lên trang YouTube, trong đó có một cảnh hậu trường cho thấy f(x) đang chụp ảnh cho album và tiết lộ bài hát "Shadow". Vào ngày 23 tháng 7, danh sách bài hát với tổng cộng 12 bài hát sẽ phát hành. Cùng một ngày, ảnh bìa album và bản nhạc xem trước của album được tiết lộ. Pink Tape phát hành vào ngày 29 tháng 7 năm 2013, ở digital và physical formats. Vào ngày 25 tháng 7, Mnet công chiếu chương trình đặc biệt "Go! f(x)".

## Danh sách bài hát
| STT              | Nhan đề                                                   | Phổ lời          | Phổ nhạc                                                                      | Thời lượng |
| ---------------- | --------------------------------------------------------- | ---------------- | ----------------------------------------------------------------------------- | ---------- |
| 1.               | "Rum Pum Pum Pum" (첫 사랑니)                             | Jun Gan-di       | Erik Lewander, Iggy Strange Dahl, Ylva Anna Birgitta Dimberg, Anne Judith Wik | 3:18       |
| 2.               | "Shadow" (미행)                                           | Jun Gan-di       | Sophie Michelle Ellis-Bextor, Cathy Dennis, Rob Fusari                        | 3:30       |
| 3.               | "Pretty Girl"                                             | Misfit           | Hyuk Shin, DK, 2xxx!, John Major, Chel Hill, Jasmine Kearse                   | 3:06       |
| 4.               | "Kick"                                                    | Kim Bo-min       | Hitchhiker                                                                    | 3:38       |
| 5.               | "Signal" (시그널)                                         | Kenzie           | Kenzie                                                                        | 3:21       |
| 6.               | "Step"                                                    | Jo Yun-gyeong    | Artisans Music (Fingazz, Glen Choi), Aria Crescendo                           | 3:36       |
| 7.               | "Goodbye Summer" (f(Amber+Luna+Krystal) hợp tác với D.O.) | Kim Young-hu     | Amber Liu, Gen Neo (of NoizeBank)                                             | 3:11       |
| 8.               | "Airplane"                                                | Misfit           | Martin Mulholland, Julia Fabrin, Tim Mcewan                                   | 3:34       |
| 9.               | "Toy"                                                     | Seo Ji-eum       | Herbert St. Clair Crichlow, Anne Judith Wik, Erik Lidbom                      | 3:12       |
| 10.              | "No More" (여우 같은 내 친구)                             | Dana             | Alex Cantrall, Jeff Hoeppner, Dwight Watson                                   | 3:36       |
| 11.              | "Snapshot"                                                | Misfit           | Vincent Stein, Konstantin Scherer, Michelle Leonard                           | 2:50       |
| 12.              | "Ending Page"                                             | Hong Ji-yoo      | Artisans Music (Fingazz, Glen Choi), Brodie Stewart                           | 3:58       |
| Tổng thời lượng: | Tổng thời lượng:                                          | Tổng thời lượng: | Tổng thời lượng:                                                              | 41:00      |

## Bảng xếp hạng

### Bảng xếp hạng tuần
| Bảng xếp hạng                | Vị trí |
| ---------------------------- | ------ |
| Gaon Weekly Albums Chart     | 1      |
| Oricon Weekly Albums Chart   | 30     |
| Billboard World Albums Chart | 1      |

### Bảng xếp hạng tháng
| Bảng xếp hạng            | Vị trí |
| ------------------------ | ------ |
| Gaon Weekly Albums Chart | 4      |

## Lịch sử phát hành
| Nước      | Ngày                | Đơn vị phát hành           | Định dạng          |
| --------- | ------------------- | -------------------------- | ------------------ |
| Thế giới  | 29 tháng 7 năm 2013 | SM Entertainment           | Tải về kỹ thuật số |
| Hàn Quốc  | 29 tháng 7 năm 2013 | SM Entertainment, KT Music | CD                 |
| Hồng Kông | 31 tháng 7 năm 2013 | Avex Hong Kong             | CD                 |